# 克羅斯諾縣

49°41′N 21°45′E / 49.683°N 21.750°E
克羅斯諾縣（波蘭語：Powiat krośnieński），是波蘭的縣份，位於該國南部，由喀爾巴阡山省負責管轄，首府設於克羅斯諾，面積924平方公里，2006年人口109,715，人口密度每平方公里120人。